# Kung Fu Panda 4
Kung Fu Panda 4 ist eine US-amerikanisch-chinesische animierte Action-Komödie und der vierte Film der Kung-Fu-Panda-Reihe sowie die Fortsetzung von Kung Fu Panda 3. Regie führt Mike Mitchell in Zusammenarbeit mit Stephanie Ma Stine. Produzentin war Rebecca Huntley. Der Film wird von DreamWorks Animation produziert und von Universal Pictures vertrieben. Die Weltpremiere war am 8. März 2024 und die deutsche Kinopremiere am 14. März 2024.

## Handlung
Po hilft seinen Vätern Mr. Ping und Li Shan bei der Eröffnung ihres neuen Restaurants, als Meister Shifu ihm mitteilt, dass er zum Spirituellen Führer des Tals des Friedens aufsteigen soll, was bedeutet, dass er nicht mehr der Drachenkrieger sein wird und er einen geeigneten Kandidaten für seine Nachfolge als Drachenkrieger finden muss. Während Po mit der Auswahl eines neuen Drachenkriegers kämpft, erwischt er die Diebin Zhen, die versucht, Gegenstände aus dem Jade-Palast zu stehlen, und steckt sie ins Gefängnis. Zeitgleich erfährt Po von den Arbeitern eines nahegelegenen Steinbruchs, dass Tai Lung zurückgekehrt ist. Zhen erzählt Po von dem Chamäleon, einer mächtigen Zauberin, die sich in jedes beliebige Tier verwandeln kann. Zunächst zögert er, sich von Zhen helfen zu lassen, doch dann will er ein letztes Abenteuer als Drachenkrieger erleben und das Chamäleon aufhalten, wofür er Zhen braucht, die ihn zu der Zauberin führen will. Po macht sich mit Zhen auf den Weg nach Juniper City. Mr. Ping und Li Shan, die Sorge um ihren Sohn haben, folgen ihnen in der darauffolgenden Nacht.
In Juniper City angekommen werden Po und Zhen verhaftet, entkommen aber und landen in einer versteckten Diebeshöhle. Dort trifft Zhen auf die Diebesbande, mit der sie zusammengelebt hat, bevor sie von ihrer Adoptivmutter aufgenommen wurde. Po und Zhen machen sich auf den Weg zur Festung des Chamäleons, um es aufzuhalten. Dort angekommen stellt sich jedoch heraus, dass das Chamäleon Zhen als Lehrling adoptiert hat, als sie noch ein Kind war, und dass Zhen seitdem für sie arbeitet. Sie missbraucht Pos Vertrauen, indem sie ihn geradewegs in die Falle des Chamäleons führt und Po dazu bringt, ihr den Stab der Weisheit zu geben. Dieser Trick war notwendig, da der Stab, den er von Meister Oogway bekommen hatte, seine Macht, ein Tor zur Geisterwelt zu bilden, nur entfaltet, wenn er freiwillig übergeben wird. Po gelingt zunächst die Flucht, er wird aber vom Chamäleon in Gestalt von Zhen von der Mauer in die Tiefe gestoßen. Mit dem Stab erschafft das Chamäleon ein Tor zur Geisterwelt, durch das es nun nacheinander alle Kung-Fu-Meister herbeiruft (darunter auch die drei Bösewichte aus den ersten drei Filmen, Tai Lung, Lord Shen und Kai), um ihr Kung Fu zu stehlen. Zhen erkennt den Fehler, den sie gemacht hat, und beschließt, dem Chamäleon den Rücken zu kehren und Po zu helfen.
Währenddessen spricht der gerettete Po mit seinen Vätern und erzählt ihnen, dass er Angst vor Veränderungen hat, die seine neue Aufgabe mit sich bringen würde. Mr. Ping sagt ihm, dass er wie er anfangs auch Angst vor Veränderungen hatte, aber sich, seitdem er Vater ist, vieles verändert hat. Er ermutigt Po, das Chamäleon aufzuhalten. Po trifft wieder auf Zhen, die versucht, ihn von einer erneuten Begegnung mit dem Chamäleon abzuhalten, da sie sicher ist, dass er dies nicht überleben würde, was zu einem Kampf zwischen Po und Zhen führt. Da sie erkennt, dass sie ihn nicht umstimmen kann, verabschiedet sie sich von ihm, bevor Po sich dem Chamäleon stellt.
Zhen gelingt es, die Diebesbande zu überzeugen, ihr im Kampf gegen das Chamäleon zu helfen. Zusammen kämpfen sie gegen die Wachen des Chamäleons. Po versucht, gegen das Chamäleon zu kämpfen, um seinen Stab zurückzubekommen, wird aber überwältigt. Bevor das Chamäleon Po den letzten Schlag versetzen kann, greift Zhen ein. Das Chamäleon verwandelt sich in ein Mischwesen aus mehreren Kreaturen und versucht Po und Zhen zu töten. Zwischenzeitlich verwandelt sich das Chamäleon auch in eine große Version von Po, um ihn zu bekämpfen, und sperrt ihn schließlich in einen Käfig.
Po gibt Zhen den Stab der Weisheit, mit dem sie einen starken Kung-Fu-Zauber wirkt, den Po ihr einmal gezeigt hatte. Dieser setzt dem Chamäleon stark zu und besiegt es nahezu. Das Chamäleon versucht erneut, Po und Zhen zu töten, jedoch benutzt Po den Stab zum finalen Schlag, er besiegt das Chamäleon und gibt jedem Kung-Fu-Meister dessen Kung Fu zurück. Tai Lung erkennt, dass er sich in Po geirrt hat, und zollt ihm seinen Respekt. Po öffnet ein neues Tor zur Geisterwelt und schickt alle Kung-Fu-Meister zurück ins Geisterreich, wobei Tai Lung das Chamäleon mitnimmt.
Zurück im Tal des Friedens ist Zhen bereit, ins Gefängnis zurückzukehren, aber Po beschließt, sie als seine Nachfolgerin als Drachenkrieger zu wählen, sehr zum Missfallen von Shifu. Im Vertrauen auf seine Wahl beginnt Po (mithilfe eines widerstrebenden Shifu und der Furiosen Fünf, die während der gesamten Handlung auf ihren eigenen Missionen unterwegs waren), Zhen zur nächsten Drachenkriegerin auszubilden.

## Produktion
Am 3. Dezember 2010 sagte Jeffrey Katzenberg, CEO von DreamWorks Animation, dass die Kung-Fu-Panda-Reihe, wenn möglich, nach Kung Fu Panda 3 vielleicht drei weitere Fortsetzungen bekommen könnte, was das Franchise zu einer Reihe mit sechs Filmen machen würde. Am 13. Januar 2016 fragte Collider die Filmemacher von Kung Fu Panda 3 nach der Möglichkeit eines vierten Films. Co-Regisseurin Jennifer Yuh Nelson sagte: „Es ist eins nach dem anderen. Wir wollen daraus ein perfektes Juwel machen und dann werden wir sehen, was danach passiert.“ Co-Regisseur Alessandro Carloni sagte: „Bei den Fortsetzungen wollen wir nicht versuchen, dass sie sich endlos anfühlen. Wir wollen, dass es sich wie eine abgeschlossene Reise anfühlt, und wir sind der Meinung, dass dieser Film das tut. Und dann, wenn er fantastisch ist. Geschichte präsentiert sich, großartig“. Als Nelson am 2. August 2018 nach der Möglichkeit von Kung Fu Panda 4 gefragt wurde, antwortete sie, dass sie es nicht wisse, da sie die Serie immer als Trilogie betrachte, dass sie aber für einen vierten Teil im Rahmen der Franchise offen sei.
Im August 2022 bestätigte DreamWorks Animation, dass Kung Fu Panda 4 in Produktion ist. Auf der CinemaCon im April 2023 wurden weitere Details zum Film enthüllt, beispielsweise die von Jack Black beschriebene Prämisse. Es wurde außerdem bekannt gegeben, dass Mike Mitchell die Regie übernehmen wird, wobei Stephanie Ma Stine als Co-Regisseurin und Rebecca Huntley als Produzentin fungiert.

## Synchronisation
| Figur         | Sprecher im Original | Deutscher Sprecher   | Tier                     |
| ------------- | -------------------- | -------------------- | ------------------------ |
| Po            | Jack Black           | Hape Kerkeling       | Großer Panda             |
| Zhen          | Awkwafina            | Maria Hönig          | Steppenfuchs             |
| Das Chamäleon | Viola Davis          | Martina Treger       | Chamäleon                |
| Mr. Ping      | James Hong           | Lutz Mackensy        | Höckergans               |
| Li Shan       | Bryan Cranston       | Bert Franzke         | Großer Panda             |
| Meister Shifu | Dustin Hoffman       | Reinhard Kuhnert     | Roter Panda              |
| Tai Lung      | Ian McShane          | Klaus Dieter Klebsch | Schneeleopard            |
| Han           | Ke Huy Quan          | Stefan Krause        | Malaiisches Schuppentier |

Sowohl die Furiosen Fünf (im Abspann des Films) als auch Lord Shen und General Kai haben kurze Auftritte im Film, jedoch ohne Text.

## Musik
Hans Zimmer und Steve Mazzaro sind die Filmkomponisten, wobei Zimmer schon bei allen Filmen der Reihe beteiligt war. Sie verwendeten eher weniger die bekannten Motive der Kung-Fu-Panda-Filmreihe und setzten auf neue Motive für neue Umgebungen und Charaktere. So ist das bekannte Kung-Fu-Panda-Motiv selten zu hören jedoch gibt es eine neu Auflage von Oogway ascends. Im Film ist eine instrumental Version des Songs Crazy Train zu hören jedoch nicht mit klassischen Rock-Instrumenten, sondern klassischen asiatischen Instrumenten. Das Chameleon hat nicht wie die anderen Hauptschurken der Reihe ein einheitliches Bösewicht-Leitmotiv, sondern einzelne düstere Themes.
Das komödiantische Rock-Duo Tenacious D, bestehend aus Jack Black und Kyle Gass, hat eine Coverversion des Songs … Baby One More Time von Britney Spears für den Abspann des Films beigesteuert.

## Rezeption

### Kritik
Kung Fu Panda 4 erhielt überwiegend positive Kritiken. Auf Rotten Tomatoes erhält der Film bei den Filmkritikern eine Bewertung von 71 %, basierend auf 160 Kritiken sowie eine Zuschauerbewertung von 86 %, basierend auf über 1.000 Bewertungen. Auf Metacritic erhielt Kung Fu Panda 4 einen Metascore von 54/100, basierend auf 33 Kritiken, sowie einen Zuschauerscore von 5,8/10, basierend auf 421 Kritiken (Stand: jeweils 4. August 2024).
Owen Gleiberman sieht den Film in einer Rezension für variety.com kritisch: „Po steht kurz vor dem Ruhestand, was angesichts des Mangels an Überraschungen und guten Witzen vielleicht keine schlechte Idee ist. […] Selbst nach 16 Jahren Po möchte man Jack Blacks Stimme voller jugendlicher, übermütiger Ausgelassenheit hören, statt der älteren und weiseren Aura, die er hier ausstrahlt. Man wünscht sich auch, dass der Film bessere Witze hätte. Mitchell, Co-Regisseur von Stephanie Stine, inszeniert die Actionkämpfe nicht mit der surrealen Freiheit, die Animationen ermöglichen. Po führt die Bewegungen aus, aber es tut mir leid, der Kick ist weg.“
Lena Wasserburger von Film plus Kritik attestiert dem Film ebenfalls gewisse Abnutzungserscheinungen: Sie lobt zwar das Worldbuilding und die Umsetzung der (neuen) Charaktere, bemängelt aber: „Und doch kommt man nicht umhin, eine gewisse Müdigkeit zu bemerken, die allmählich das Franchise erfasst.“

### Einspielergebnis
Am Startwochenende erreichte Kung Fu Panda 4 mit einem Einspielergebnis von 58,3 Millionen US-Dollar die Spitzenposition der US-amerikanischen Kino-Charts vor Dune: Part Two, der eine Woche zuvor in die Kinos gekommen war.
Die weltweiten Einnahmen aus Kinovorführungen beliefen sich auf rund 547,7 Millionen US-Dollar, von denen allein 193,6 Millionen im US-amerikanischen und kanadischen Raum erwirtschaftet wurden. Der Film landete auf Platz acht der weltweit erfolgreichsten Filme des Jahres.
In Deutschland verzeichnete der Film 1.779.049 Besucher in den Kinos; damit konnten Einnahmen von 16,2 Millionen Euro erzielt werden.